# Calabozoa pellucida
Calabozoa pellucida là một loài chân đều trong họ Calabozoidae. Loài này được Van Lieshout miêu tả khoa học năm 1983.